# Agar.io
Agar.io è un videogioco d'azione massively multiplayer online creato nel 2015 dallo sviluppatore brasiliano Matheus Valadares e pubblicato in versione per dispositivi mobili da Miniclip. Il suo nome deriva da un lato dalla sostanza agar usata per far crescere le colture cellulari e dall'altro dall'estensione file .io.
I giocatori controllano una o più cellule di forma circolare in una mappa che rappresenta una piastra di Petri. Scopo del gioco è quello di cercare di guadagnare quanta più massa possibile mangiando agar e le cellule avversarie di dimensioni più piccole ed evitando di farsi assorbire da quelle di dimensioni più grandi. Ogni giocatore inizia con una cellula, la quale può essere divisa in due una volta raggiunta una massa sufficiente, per cui è possibile controllare più cellule nel corso della partita.
Grazie principalmente al passaparola sui social network, Agar.io ha ottenuto fin da subito un rapido successo, diventando uno dei videogiochi per browser e dispositivi mobili più popolari durante il suo primo anno di vita. Inoltre il videogioco ne ha ispirato altri dalle caratteristiche simili ad esso, denominati "giochi .io".

## Descrizione

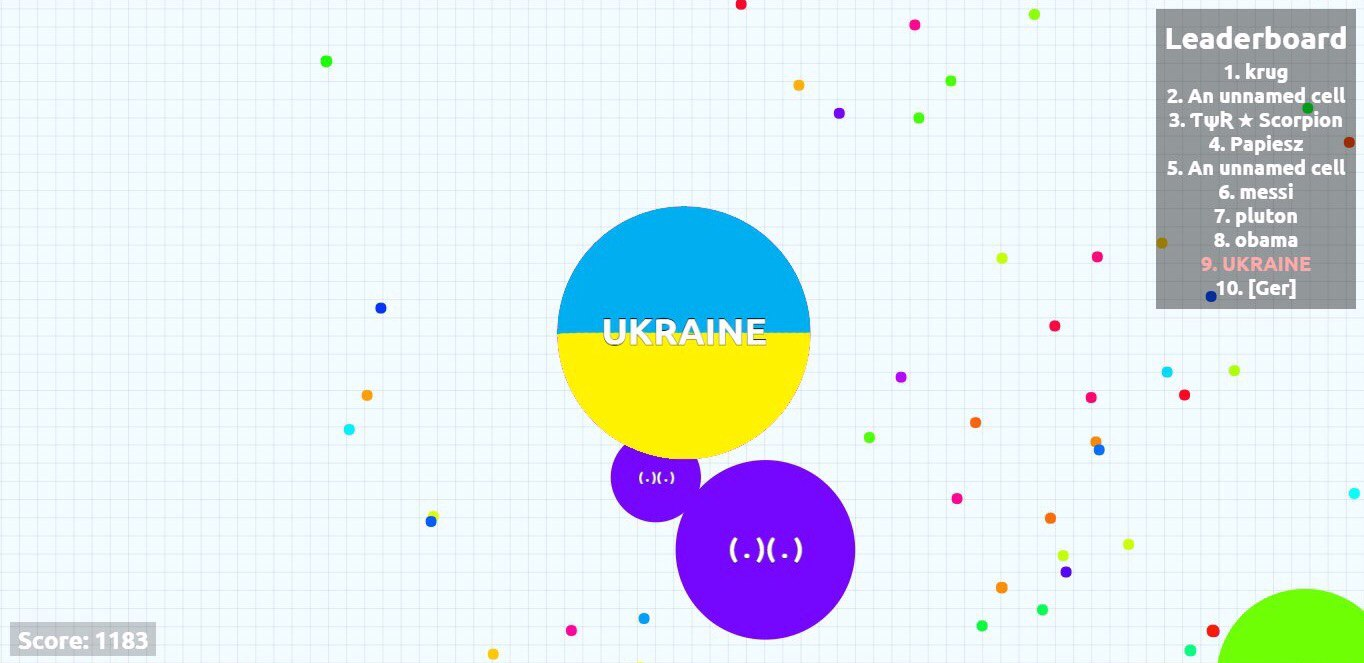
Schermata di una sessione di gioco di Agar.io

L'obiettivo di Agar.io è quello di far crescere una cellula su una piastra di Petri, cercando di farla diventare la più grande tra quelle presenti all'interno della piastra. Per fare ciò, il giocatore deve far ingerire alla sua cellula sia dei granuli di agar generati casualmente (che ne fanno aumentare leggermente la massa) sia le cellule avversarie più piccole della propria; inoltre bisogna evitare di essere inghiottiti dalle cellule più grandi della propria, in quanto ciò comporta la fine immediata della partita. Prima di iniziare una nuova partita i giocatori possono modificare l'aspetto della loro cellula con parole, frasi, simboli o skin predefiniti. Quanto più una cellula aumenta la propria massa durante la partita, tanto più lentamente si muoverà nell'area di gioco. In ogni caso le cellule perderanno gradualmente una piccola quantità di massa.
I virus sono rappresentati come cerchi verdi appuntiti: se una cellula viene colpita da uno di essi, allora esploderà in tante cellule di piccole dimensioni, rendendola così un bersaglio vulnerabile e attraente per i giocatori avversari; se però la cellula è ancora molto piccola, allora potrà essere nascosta sotto un virus nonostante venga a contatto con esso. I virus vengono normalmente generati in modo casuale, ma i giocatori possono anche far sì che i virus si dividano in due "nutrendoli" di massa, tipicamente nella direzione di un'altra cellula nelle vicinanze che il giocatore intende assorbire.
I giocatori possono dividere la loro cellula in due parti di uguali dimensioni: questa mossa può essere usata come soluzione offensiva per andare ad inghiottire altre celle più piccole oppure come soluzione difensiva per sfuggire ad un attacco avversario e/o per muoversi più rapidamente sulla mappa. Le cellule divise dal giocatore possono essere riunite qualora egli riesca ad assobirle nuovamente. Oltre a nutrire i virus, i giocatori possono cedere una piccola frazione della loro massa per nutrire altre cellule, solitamente per collaborare volontariamente con un altro giocatore.
La versione per browser contiene 5 modalità di gioco (Free-For-All, Battle Royale, Teams, Experimental e Party), mentre quella per dispositivi mobili ne comprende 3 (Classic, Rush Mode e Battle Royale).

## Storia

### Sviluppo
Agar.io venne creato nel 2015 dallo sviluppatore brasiliano Matheus Valadares (all'epoca diciannovenne), che lo realizzò scrivendone il codice sorgente in JavaScript e C++. Valadares condivise il playtest di Agar.io tramite un indirizzo IP su 4chan e sui forum dedicati allo sviluppo di videogiochi, prima di pubblicarlo sul dominio agar.io il 28 aprile 2015. Valadares continuò a sperimentare aggiungendo nuove funzionalità e pensando di introdurre elementi biologici più complessi come la fotosintesi ed i mitocondri, ma alla fine decise di mantenere il gameplay con le semplici meccaniche che lo contraddistinguono. Le pubblicità in-game coprivano interamente i costi del server.

### Popolarità
Valadares non ha mai pubblicizzato Agar.io al di fuori di 4chan, dove riceveva numerosi feedback. Il suo successo iniziale è invece attribuito alla sua popolarità scaturita da un lato dal passaparola sui social network (grazie anche alla sua accessibilità come videogioco per browser gratuito e i suoi meccanismi di gioco semplici ed intuitivi) e dall'altro dalla pubblicazione di numerosi video di gameplay su piattaforme come YouTube e Twitch; in particolare i canali YouTube che pubblicavano video su Agar.io videro aumentare rapidamente il numero dei loro iscritti.
A marzo 2016 i video dedicati ad Agar.io avevano totalizzato 2 miliardi di visualizzazioni su YouTube.
Digital Trends ha affermato nel 2021 che Agar.io manteneva ancora una fanbase attiva.

### Versione per dispositivi mobili
Dopo un incontro a Lisbona, l'editore di videogiochi per dispositivi mobili Miniclip iniziò a collaborare con Valadares verso la fine di aprile 2015, in quanto attratto dall'ampio appeal di Agar.io; all'epoca il videogioco aveva già 5 milioni di giocatori giornalieri e il produttore esecutivo di Miniclip Jamie Cason affermò che il loro staff lo stava già giocando da una settimana. Miniclip pubblicò le versioni per dispositivi mobili di Agar.io su App Store e Google Play l'8 luglio 2015; il videogioco si posizionò al primo posto sull'App Store negli Stati Uniti, nel Regno Unito e in altri 32 paesi.

## Accoglienza
Agar.io è stato elogiato per la sua attrattività dovuta alla semplicità del suo gameplay e della sua grafica. PC Gamer lo ha incluso nella sua lista dei migliori videogiochi per browser.
Engadget ha descritto il gioco come "una buona rappresentazione della feroce competizione per la sopravvivenza del più adatto che a volte vedi a livello microscopico". TouchArcade ne ha elogiato la semplicità, l'elemento strategico e la "personalità". L'app del gioco venne scelta da SFGATE come "App della settimana" nell'agosto 2015. Le critiche sono state principalmente rivolte alla sua ripetitività e ai controlli della versione mobile. Tom Christiansen di Gamezebo ha affermato che non c'era "nulla che attirasse la mia attenzione" e che era "altamente ripetitivo, nel complesso". Pocket Gamer, recensendo la versione per dispositivi mobili, ha descritto i suoi controlli come "fluttuanti".
I recensori videoludici hanno anche notato che la possibilità di scegliere nomi utente e skin ha consentito ai giocatori di dichiarare il proprio sostegno a cause e figure geopolitiche all'interno di Agar.io. Alcuni hanno persino formato alleanze con giocatori che sostengono le stesse cause. Altri hanno adottato meme di Internet e piattaforme online come skin, oltre a nomi utente offensivi.
Nelle settimane che hanno preceduto le elezioni parlamentari in Turchia del giugno 2015, Kotaku ha notato che i giocatori che utilizzavano nomi legati alla politica turca erano prevalenti e spesso collaboravano contro altri partiti politici. Un articolo sulla rivista Games and Culture sosteneva che tale funzionalità fosse la ragione principale del successo di Agar.io, notando che il videogioco aveva fornito una piattaforma per ideologie concorrenti in una simulazione di "sopravvivenza del più adatto" quando invece sarebbero state chiuse sui social media. Nel tentativo di rendere il videogioco più commerciale, Miniclip ha migliorato la moderazione e rimosso le skin contenenti riferimenti controversi, quali ad esempio la svastica o l'ISIS; questo provvedimento è stato descritto come una promozione di Agar.io a discapito del suo pubblico originale di 4chan (lo stesso Valadares si era rifiutato di rimuovere la skin nazista su Reddit).
Agar.io ebbe un rapido successo poiché era spesso diffuso attraverso i social media e trasmesso su Twitch. e YouTube,. Il sito web agar.io per la versione browser è stato classificato da Alexa nell'agosto 2015 come uno dei 1.000 siti Web più visitati e le versioni per dispositivi mobili sono state scaricate più di 10 milioni di volte durante la prima settimana, e 113 milioni di volte nel dicembre 2016. Nel corso del 2015 Agar.io è stato il videogioco più cercato su Google. Inoltre è stato il secondo gioco più cercato su Google negli Stati Uniti nel 2016. Un comunicato stampa del 2015 di Miniclip affermava che Agar.io si era classificato al quinto posto nella lista dei videogiochi più popolari su YouTube nel 2015.

## Giochi .io
Ispirato dal successo di Agar.io, Steven Howse pubblicò nel marzo 2016 una versione alternativa con protagonista un verme, denominata Slither.io. Questa variante raggiunse presto la top 10 delle app più scaricate su iOS e Android, sostenuto dallo stesso passaparola e dall'attenzione degli youtuber che avevano spinto Agar.io. Nel giugno dello stesso anno Slither.io aveva totalizzato oltre 60 milioni di giocatori giornalieri., eclissando al contempo la popolarità di Agar.io e divenendo il gioco più cercato su Google nel 2016.
La rapida ascesa di Agar.io e Slither.io portò all'avvento di un nuovo genere di browser game, denominati "giochi .io" per via del nome di dominio da loro utilizzato, ovvero .io. Caratterizzati da una grafica semplice e un gameplay in un'arena multiplayer tutti contro tutti, i "giochi .io" hanno ricevuto circa 192 milioni di visite nel 2017. Dopo la pubblicazione di Slither.io vennero lanciati molti "giochi .io" a tema sparatutto, tra cui Diep.io, pubblicato proprio da Valadares nel luglio 2016.

## Nella cultura popolare
- Nella 4ª stagione della serie televisiva House of Cards il protagonista Frank Underwood viene brevemente inquadrato mentre gioca ad Agar.io, paragonando le meccaniche del videogioco alla sua campagna presidenziale.[32]